# Pitkovice
Pitkovice (německy Pitkowitz) jsou městská čtvrť a katastrální území na jihovýchodním okraji hlavního města Prahy o rozloze 239,7 ha. Tvoří nejzápadnější část městské části Praha 22. Před rozsáhlou výstavbou v oblasti křižovatky ulic Žampionová a K Dálnici zde bylo evidováno pouze 8 ulic a 83 adres a žilo zde 197 obyvatel. Dnes zde žije přes 1 tisíc obyvatel, díky čemuž jsou po Uhříněvsi a Kolovratech nejpočetnějším katastrálním územím v Praze 22.
Původně však mělo katastrální území Pitkovice rozlohu 248,5 ha. Historicky až do 19. prosince 2002 byly totiž součástí katastru Pitkovic i některé zastavěné pozemky o celkové rozloze 8,8 ha, které byly od 20. prosince 2002 převedeny do katastrálního území Křeslice.[zdroj?]

## Pamětihodnosti

### Další stavby
- tvrz - na místě panského dvora
- Mlýn v Pitkovičkách

## Přírodní památky
Na severu Pitkovic se nachází PP Pitkovická stráň s výskytem vzácných stepních rostlinných a živočišných druhů. Je zde také ukončena naučná stezka z Hostivaře.

## Fotogalerie

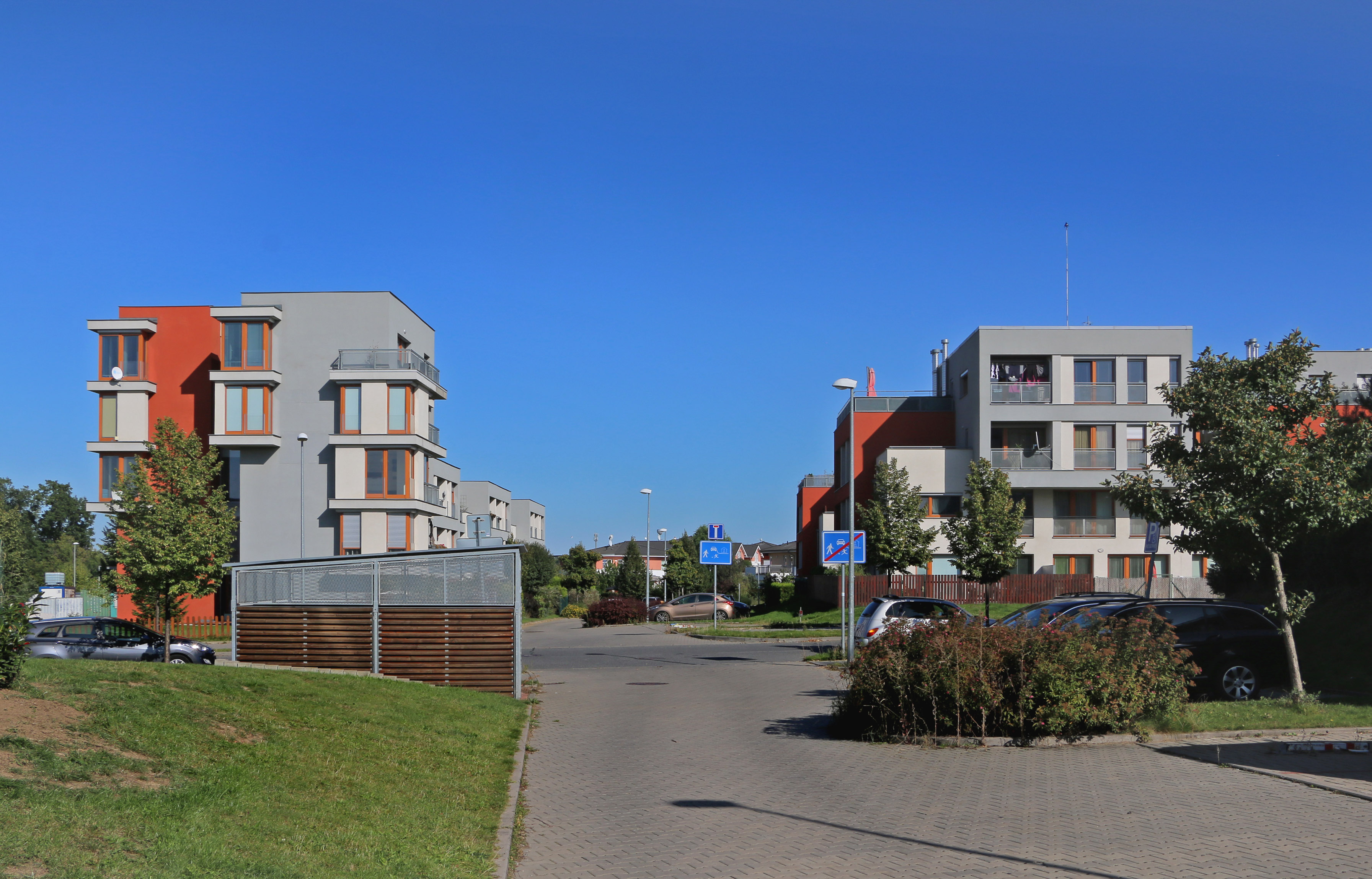
Bytové domy v Nových Pitkovicích
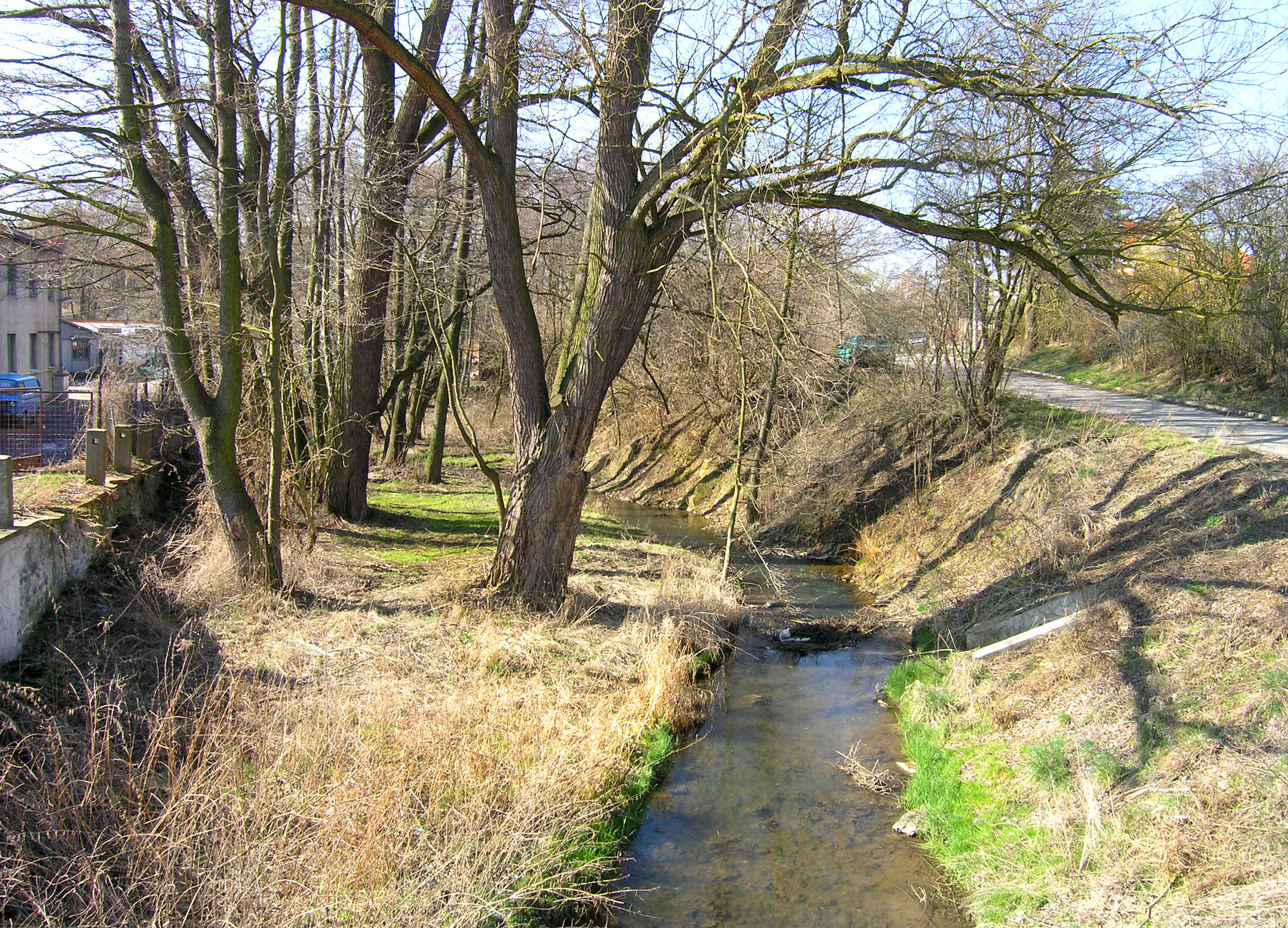
Pitkovický potok
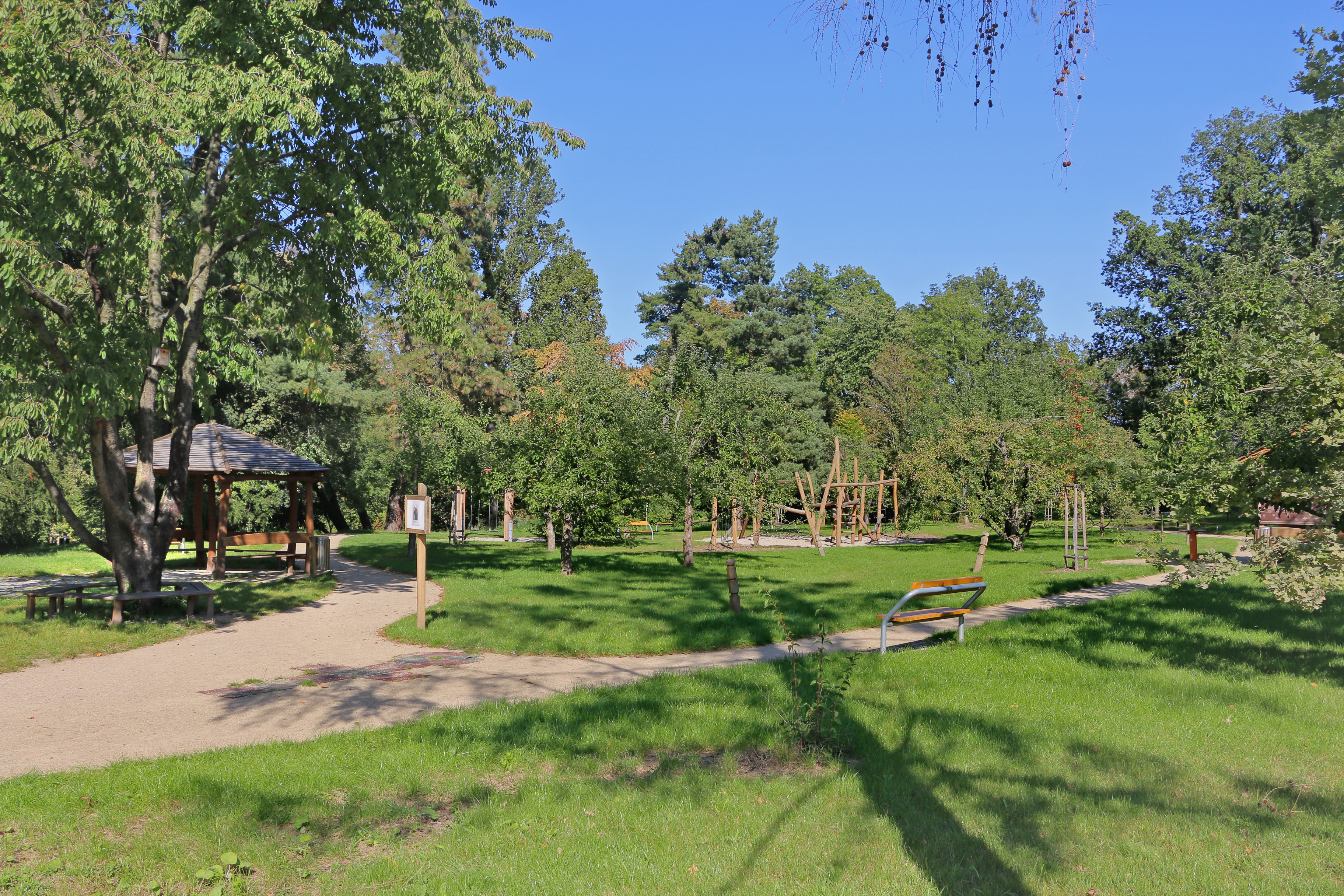
Park u Pitkovických rybníků
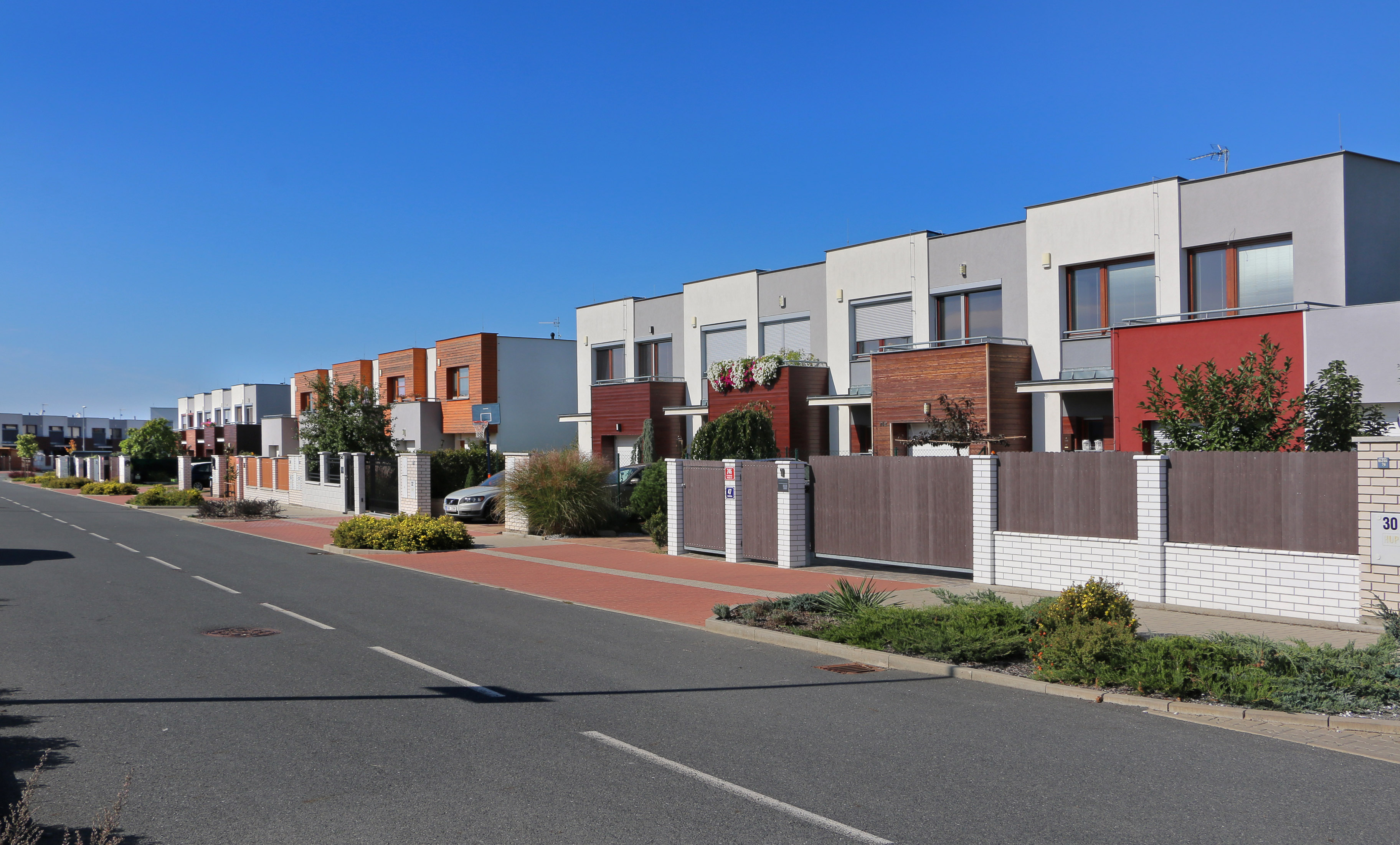
Vilky v Chorošové ulici